# Đội tuyển bóng rổ U-17 quốc gia Guinea Xích Đạo
Đội tuyển bóng rổ U-16 và U-17 quốc gia Guinea Xích Đạo là đội tuyển bóng rổ quốc gia của Guinea Xích Đạo, quản lý bởi Feguibasket.
Đội đại diện quốc gia tham gia các giải đấu U-16 và U-17 quốc tế.